# Regioekspres

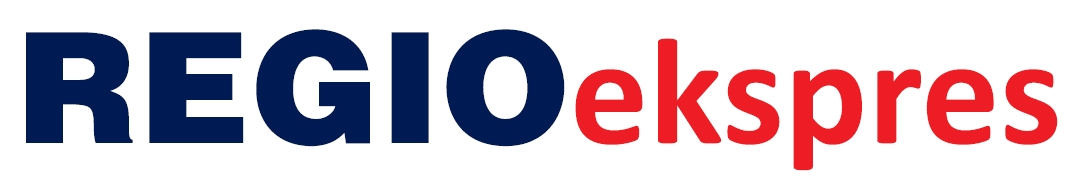
Logo Regioekspres

Regioekspres (marketingowo zapisywane REGIOekspres, oznaczenie RE, w rozkładach stacyjnych oznaczone kolorem czerwonym) – nazwa handlowa międzynarodowych pociągów pośpiesznych spółki Przewozy Regionalne, uruchamianych w kooperacji z DB Regio w oparciu o niemieckie spalinowe zespoły trakcyjne w okresie od 1 czerwca 2010 r. do 1 września 2015 r.
Od 1 czerwca 2010 r. do 14 grudnia 2013 r. pod marką REGIOekspres Przewozy Regionalne uruchamiały również pociągi w relacjach krajowych, złożone między innymi ze specjalnie wyremontowanych do tego celu i oznaczonych marką pociągów wagonów. REGIOekspresy uruchamiane w relacjach krajowych po 15 grudnia 2013 r. zostały przekwalifikowane na pociągi interREGIO.

## Historia funkcjonowania

### Relacje międzynarodowe

#### Wrocław – Drezno

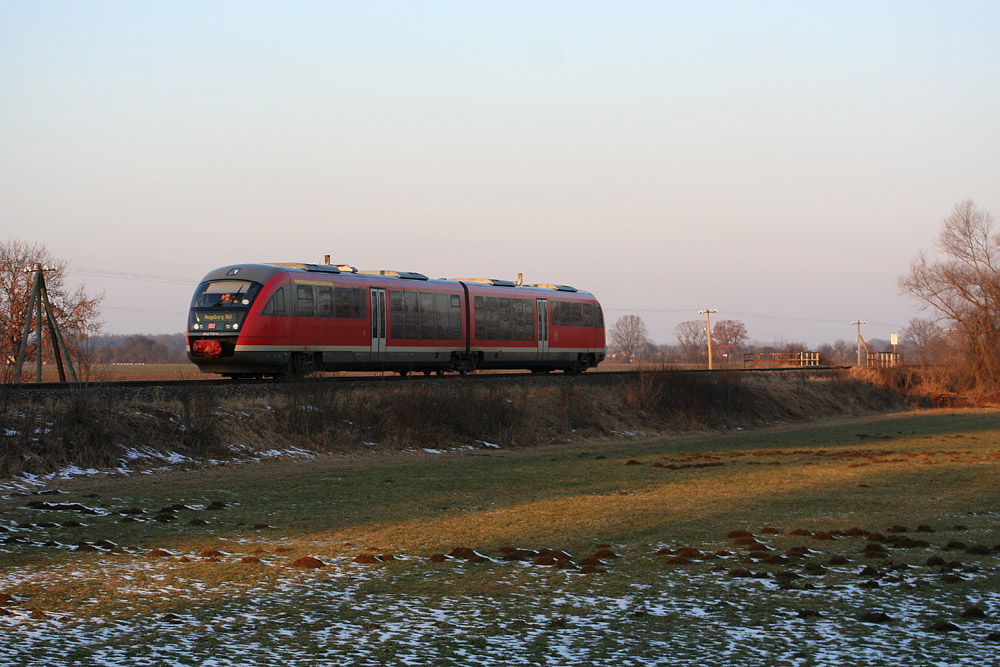
Siemens Desiro Classic (DB Regio)

Pierwsze „regioekspresy” ruszyły w Polsce 1 marca 2009 r., wraz z reaktywacją (zlikwidowanych w rozkładzie jazdy 2004/2005) połączeń Wrocław Główny – Dresden Hauptbahnhof, równolegle z powstaniem pociągów interREGIO. Połączenia uruchomiono w oparciu o jednostki Siemens Desiro Classic należące do DB Regio. Wcześniej te jednostki oraz inne, typu VT612, po likwidacji międzynarodowych pociągów pospiesznych i InterRegio na odcinku Wrocław – Drezno (istniejących w latach 1993-2004), po polskiej stronie kursowały z Drezna najdalej do stacji Zgorzelec. Pociągi, oznaczone na tablicach kierunkowych symbolem RE, stanowiły kontynuację niemieckiego pociągu o kategorii Regional-Express.
Taryfowo, połączenia z Dreznem funkcjonowały najpierw jako pociągi pospieszne, następnie po likwidacji tej kategorii w taryfie PKP PR (zastąpieniu cennikiem na pociągi interREGIO) - jako pociągi IR. Oficjalnie połączenia Wrocław – Drezno włączono do oferty REGIOekspres wraz z jej ogłoszeniem, 1 czerwca 2010 r. Na początku 2015 roku organizator połączenia, Urząd Marszałkowski Województwa Dolnośląskiego, zdecydował o zaprzestaniu finansowania tych pociągów. Z dniem 1 marca 2015 r., wszystkie pociągi REGIOekspres relacji Wrocław – Drezno zostały zlikwidowane.

#### Poznań – Frankfurt nad Odrą

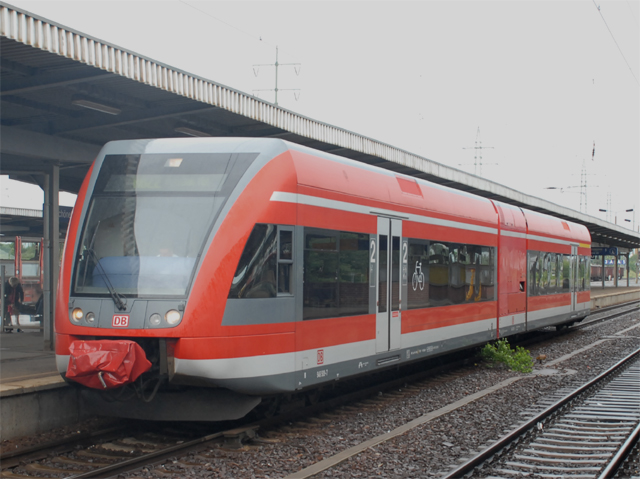
Stadler GTW 2/6 (DB Regio)

Do 2012 roku z Poznania Głównego do Frankfurtu nad Odrą, oprócz przelotowych pociągów pospiesznych i ekspresowych, kursowały polskie pociągi osobowe (przemianowane później na REGIO) złożone z lokomotywy i wagonów. Decyzją Ministerstwa Transportu, które uznało połączenie za lokalne, a więc w świetle ustawy o publicznym transporcie zbiorowym organizowane i finansowane przez jednostki samorządu terytorialnego, kursowanie pociągów najpierw w lutym 2013 r. ograniczono do jednej pary, następnie, 9 grudnia 2012 r. połączenie zlikwidowano. Jednocześnie, wraz z ograniczeniem kursowania pociągów w lutym 2013 r., Lubuski Zakład Przewozów Regionalnych we współpracy z DB Regio zmienił model obsługi połączenia Zielona Góra – Frankfurt nad Odrą. Podobnie jak w wypadku pociągów REGIOekspres z Wrocławia do Drezna, dotychczasową obsługę trakcyjną składem wagonowym, prowadzonym do Rzepina elektrowozem, a dalej lokomotywą spalinową, zastąpiono użyczonymi od DB Regio niemieckimi spalinowymi zespołami trakcyjnymi Stadler GTW 2/6, które obsługuje polska załoga.
W oparciu o dotychczasowe doświadczenia w eksploatacji międzynarodowych pociągów REGIO z Zielonej Góry do Frankfurtu i REGIOekspresów Wrocław – Drezno, Przewozy Regionalne uruchomiły 8 sierpnia 2014 r. dwie codzienne pary połączeń Poznań – Frankfurt nad Odrą, obsługiwane jednostkami Stadler GTW 2/6 w formie REGIOekspresów. Połączenie było ponownie finansowane z budżetu centralnego, ze środków Ministerstwa Infrastruktury i Rozwoju.
Z dniem 1 września 2015 roku, wraz z rezygnacją Przewozów Regionalnych z prowadzenia połączeń interREGIO i REGIOekspres, ostatnie funkcjonujące połączenie RE w relacji Poznań – Frankfurt nad Odrą zostało ostatecznie zlikwidowane.

#### Poznań – Berlin (planowane, niezrealizowane)
W pierwszej połowie 2010 r. w bydgoskich zakładach PESA Przewozy Regionalne przeprowadziły gruntowną przebudowę sześciu wagonów 111A do niespotykanego dotąd w spółce standardu. Wagony otrzymały nową malaturę oraz - po raz pierwszy - logotyp z nazwą REGIOekspres, dotąd oficjalnie nieobecną w kategoriach pociągów PR. Według nieoficjalnych, ale cytowanych przez media informacji, wagony miały pierwotnie posłużyć do uruchomienia w kooperacji z DB Regio konkurencyjnych wobec pociągów PKP Intercity połączeń z Poznania do Berlina, czemu miało się sprzeciwić Ministerstwo Infrastruktury.

### Relacje krajowe

#### Rozkład jazdy 2009/2010

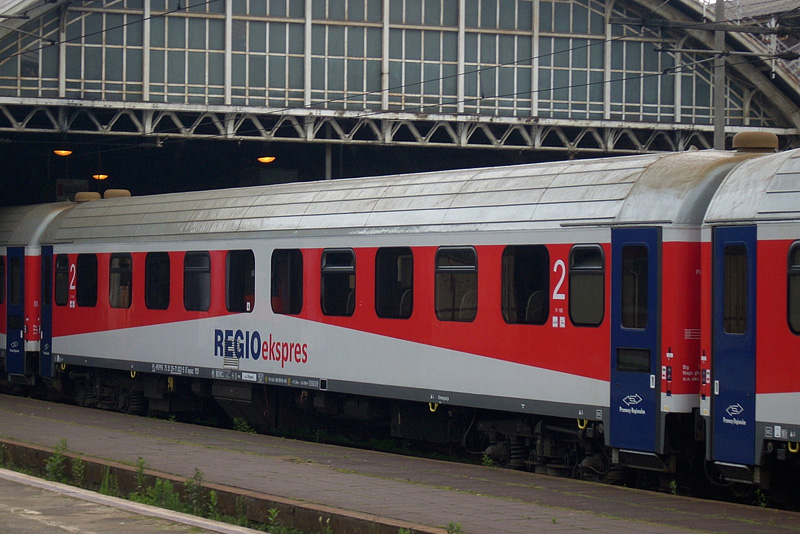
Wagon pasażerski typu 162A w malowaniu REGIOekspres

Oficjalne uruchomienie pociągów REGIOekspres jako odrębnego produktu w ofercie Przewozów Regionalnych nastąpiło 1 czerwca 2010 r. Cztery pierwsze pociągi, zestawione ze zmodernizowanych wagonów, zostały uruchomione w relacjach krajowych na trasach:
- RE Wielka Orkiestra Świątecznej Pomocy relacji Rzeszów Główny – Kraków Główny – Warszawa Wschodnia (i z powrotem),
- RE Mewa: Szczecin Główny – Poznań Główny – Warszawa Wschodnia (i z powrotem);

w miejsce dotychczasowych pociągów interREGIO o tych samych nazwach.
Początkowo ceny biletów na pociągi REGIOekspres były jednakowe jak na pociągi interREGIO. Od 5 sierpnia 2010 r. na nowo uruchomione, krajowe pociągi REGIOekspres, przy zakupie biletu za pośrednictwem internetowego systemu sprzedaży PR można było nabyć w cenie 3 zł miejscówkę.

#### Rozkład jazdy 2010/2011
W rozkładzie jazdy 2010/2011, obowiązującym od 12 grudnia 2011 r., dotychczasowy REGIOekspres WOŚP relacji Warszawa - Rzeszów został przekwalifikowany na pociąg interREGIO. Utrzymano pociąg RE Mewa:
- RE Mewa: Szczecin Główny – Poznań Główny – Warszawa Wschodnia (i z powrotem);

na odcinku Poznań – Warszawa uruchomiono natomiast nowy pociąg:
- RE Mazowsze, relacji Poznań Główny – Warszawa Wschodnia (i z powrotem).

Tą zmianą, w praktyce sieć krajowych pociągów REGIOekspres na 2011 r. została ograniczona do ciągu Szczecin – Poznań – Warszawa.

#### Rozkład jazdy 2011/2012

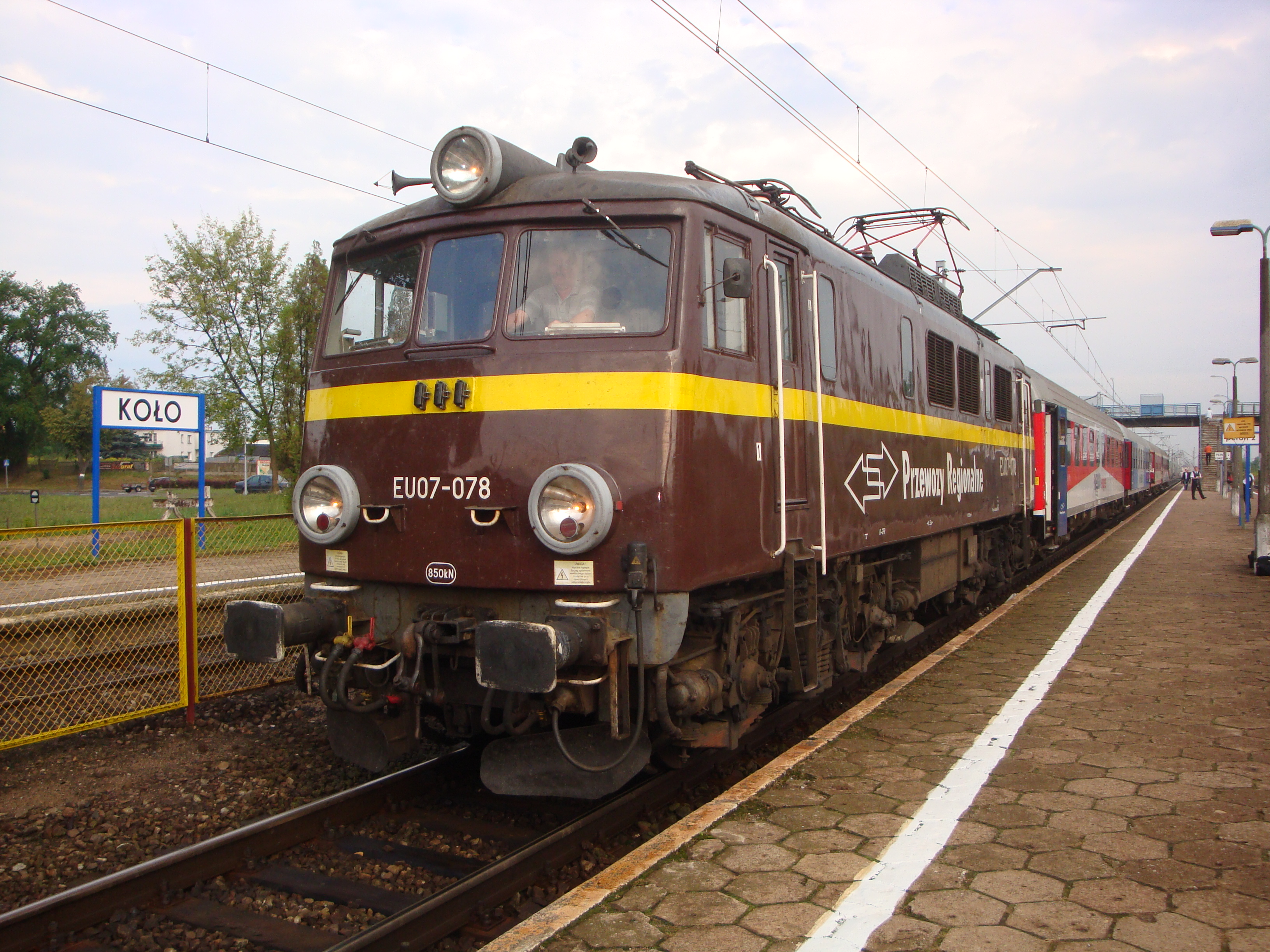
EU07-078 dzierżawiona przez Przewozy Regionalne ze składem pociągu RE Mewa na stacji Koło

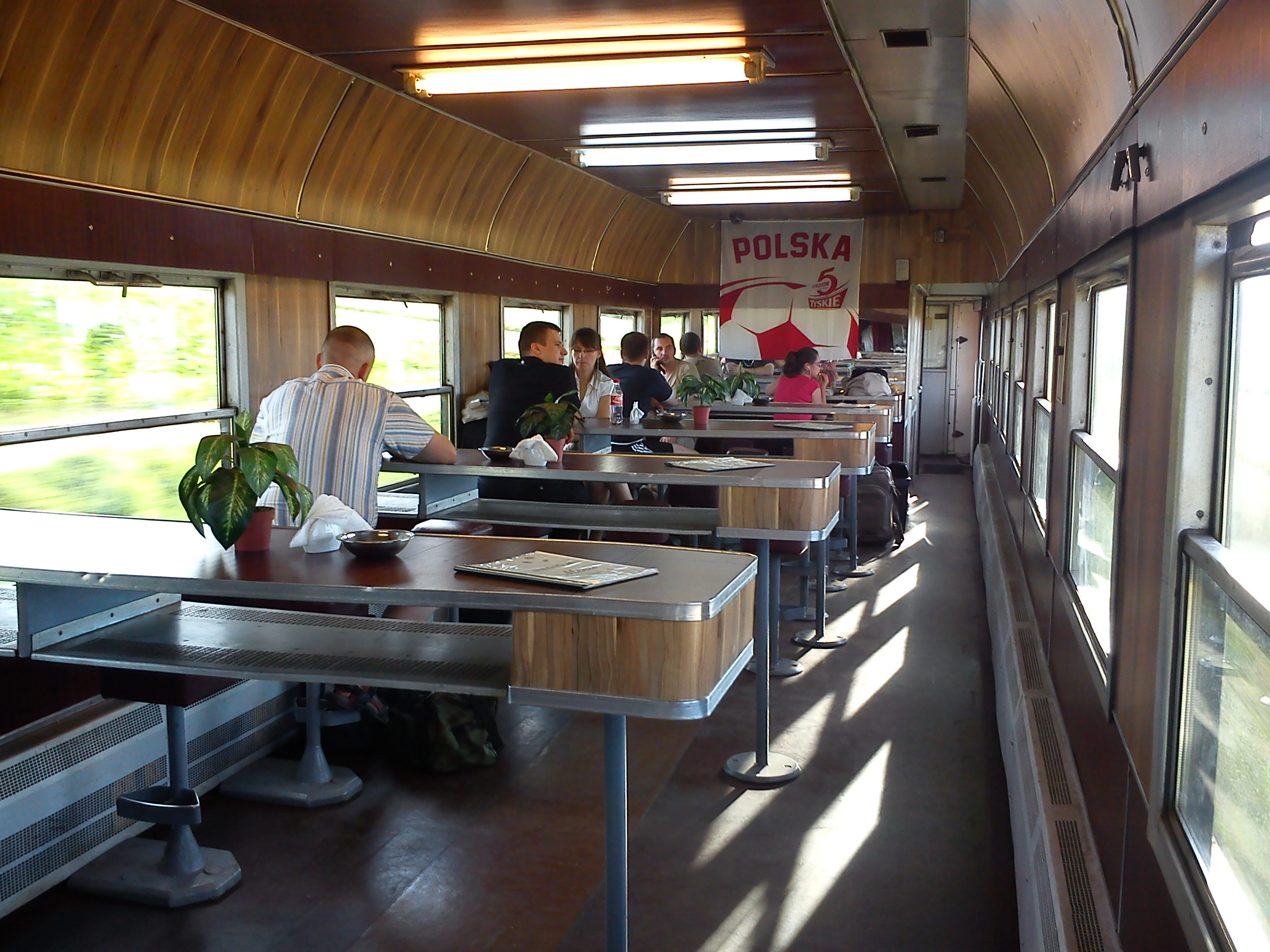
Wnętrze wagonu barowego starego typu (113A) w składzie pociągu RE Mewa

12 grudnia 2011 r. wraz z wprowadzeniem na kolejach europejskich rocznego rozkładu jazdy 2011/12, trasa dotychczasowego REGIOekspresu Mazowsze została wydłużona o odcinek Warszawa - Lublin, a nazwa jego zmieniona na RE Warta. Funkcjonowały więc dwa krajowe połączenia kategorii RE:
- RE Mewa: Szczecin Główny – Poznań Główny – Warszawa Wschodnia (i z powrotem);
- RE Warta, relacji Poznań Główny – Lublin (i z powrotem)[37].

W 2012 r. spółka Przewozy Regionalne powierzyła zakładom Pesa modernizację jeszcze 10 wagonów 111A do standardu znanego z poprzednich sześciu wagonów zmodernizowanych z myślą o obsłudze REGIOekspresów. Po ich odbiorze, wraz z korektą rozkładu jazdy, która nastąpiła 1 października 2012 r., podniesiono standard i kategorię dotychczasowego pociągu interREGIO Skrzyczne, tworząc na jego bazie trzecie połączenie:
- RE Skrzyczne: Warszawa Wschodnia – Katowice – Bielsko-Biała Główna[39].

Po nieco ponad dwóch latach funkcjonowania, jesienią 2012 r. nasiliły się problemy z internetową rezerwacją miejsc. Zdarzało się, że przy zwiększonej frekwencji podróżnych wykupione przez podróżnych w internetowej przedsprzedaży miejscówki nie były respektowane ani przez współpodróżnych, ani nawet przez obsługę pociągu. Bywało również, że wagon, w którym sprzedano rezerwację na konkretne miejsca, nie był w danym dniu włączany do składu.
Poważne, rozpowszechnione przez środki masowego przekazu zastrzeżenia do możliwości nabycia miejscówki tylko przez Internet miała Lidia Baran-Ćwirta, miejski rzecznik konsumentów w Lublinie, która tak skomentowała sprawę dla lubelskiego wydania Gazety Wyborczej:

- Wygląda to na dyskryminację klientów. Ci, którzy mają internet, mogą czuć się jak VIP-y, pozostali są zwykłymi klientami. Jeśli w danym składzie rezerwacja obowiązuje, powinniśmy mieć możliwość jej wykupienia zarówno przez internet, jak i w kasie. Osoba, która takiej możliwości została pozbawiona, może napisać skargę do przewoźnika. Jeśli jej nie uwzględni, a ta osoba jest mieszkańcem Lublina, to zapraszam do mojego biura

26 października 2012 r., wobec nasilenia skarg i uwag ze strony podróżnych i mediów, Przewozy Regionalne bezterminowo zawiesiły możliwość rezerwacji miejsc we wszystkich REGIOekspresach.

#### Rozkład jazdy 2012/2013

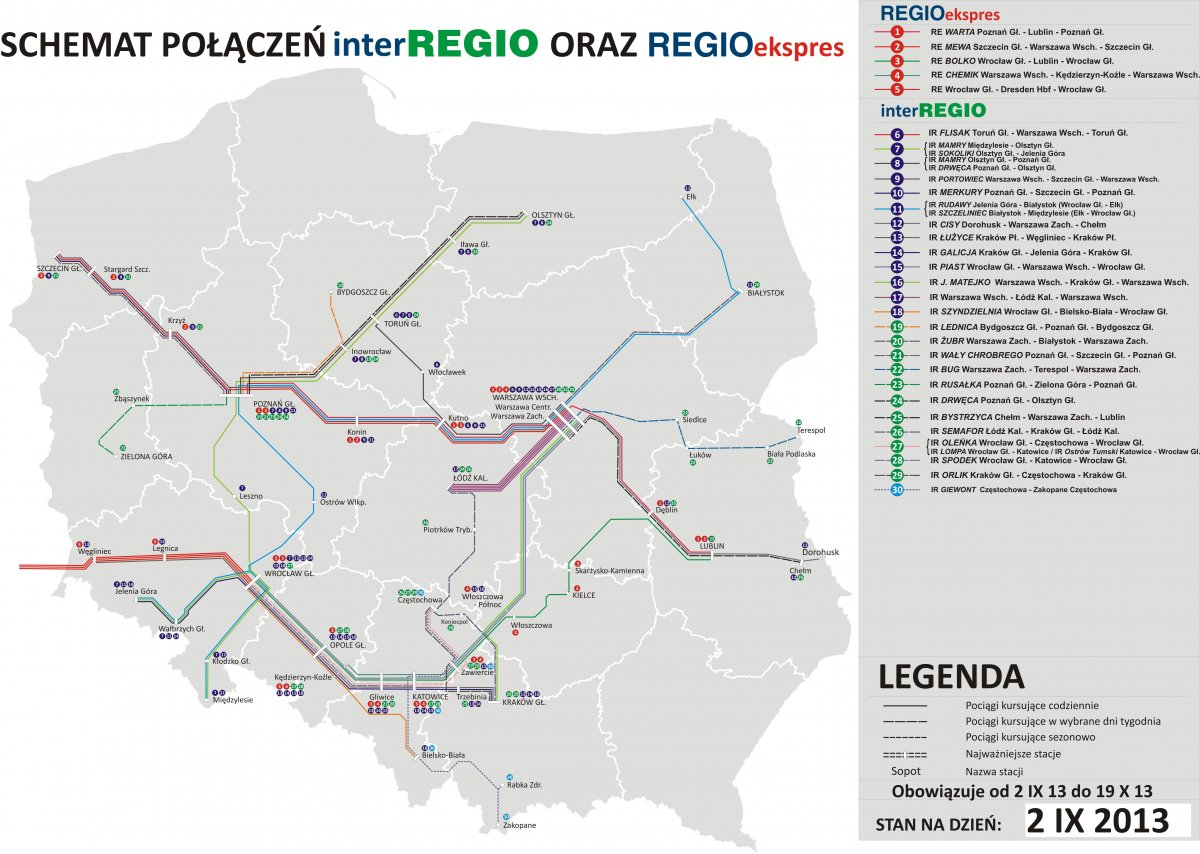
Schemat połączeń interREGIO oraz REGIOekspres (stan na dzień 2 IX 2013 - ostatni rozkład jazdy, w którym funkcjonowały pociągi RE w relacjach krajowych)

W rozkładzie jazdy 2012/2013 obowiązującym od 14 grudnia 2012 r., podwojono liczbę relacji obsługiwanych przez pociągi RE, uruchamiając regioekspresy w czterech relacjach krajowych:
- RE Mewa: Szczecin Główny – Poznań Główny – Warszawa Wschodnia (i z powrotem; dotychczasowa),
- RE Warta: Poznań Główny – Lublin (i z powrotem; dotychczasowa),
- RE Bolko: Wrocław Główny – Katowice – Kielce – Radom – Lublin (i z powrotem; nowa relacja),
- RE Chemik: Warszawa Wschodnia – Katowice – Kędzierzyn-Koźle (i z powrotem; nowa relacja)[42];

Od 1 stycznia 2013 r. na przejazd pociągiem RE obowiązują inne ceny, wyższe niż dla pociągów interREGIO.

#### Rozkład jazdy 2013/2014
14 grudnia 2013 r. był ostatnim dniem kursowania krajowych pociągów REGIOekspres. Oficjalnie, połączenia te po 15 grudnia 2013 r. zostały przekwalifikowane na pociągi interREGIO. Dedykowany połączeniom RE tabor (specjalnie wyremontowane dla tych połączeń wagony) skierowano do obsługi wszystkich pociągów IR.

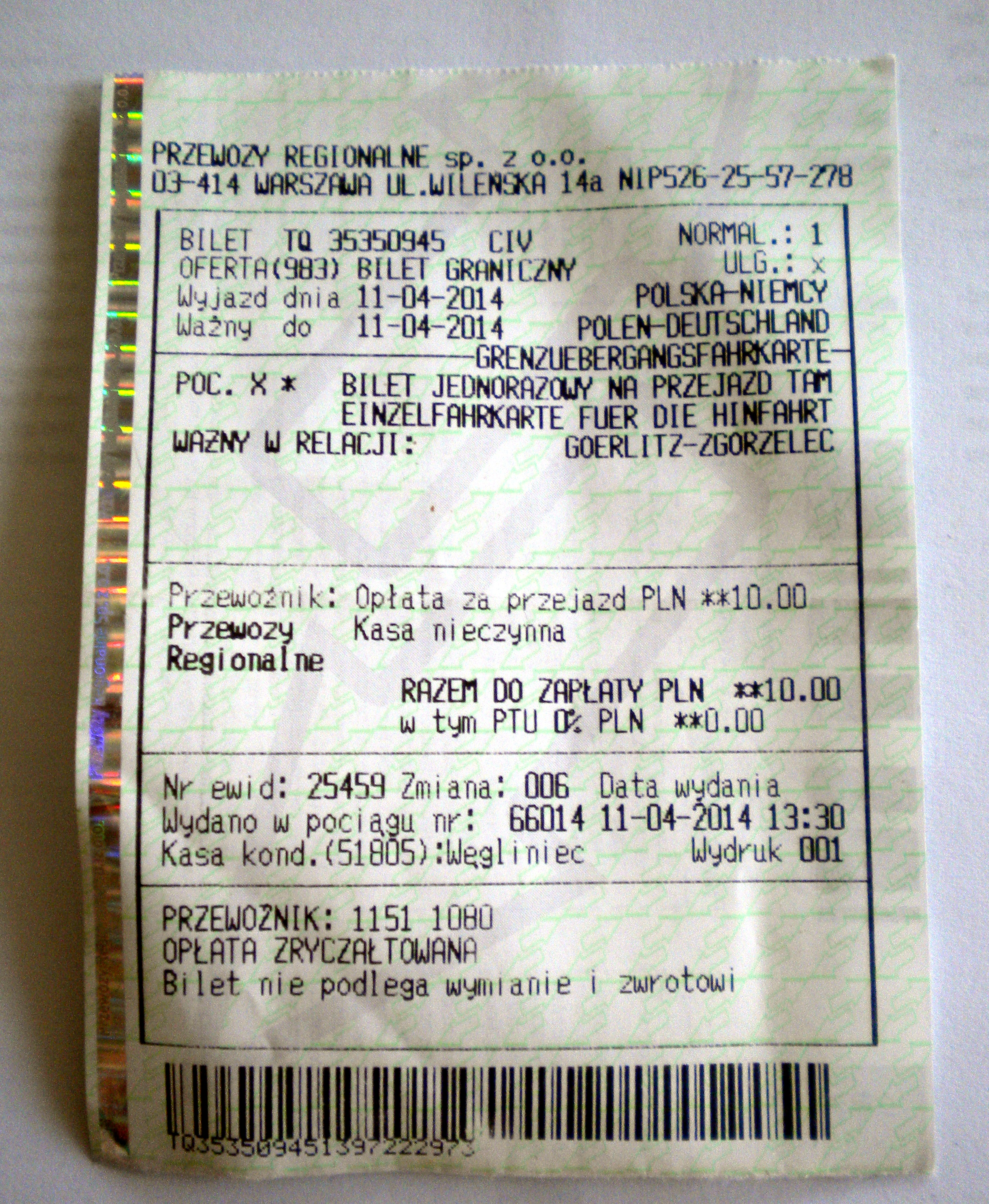
Bilet graniczny na pociąg REGIOekspres spółki Przewozy Regionalne wydany z terminala konduktorskiego